# Ohe (Sagter Ems)
Die Ohe ist der linke Quellbach der Sagter Ems, einem Oberlauf der Leda, und zählt zum Flusssystem der Ems. Sie fließt durch die Gemeinden Spahnharrenstätte, Börger, Lorup, Breddenberg, Esterwegen, Hilkenbrook sowie Neuscharrel. Der Oberlauf der Ohe durchfließt das Naturschutzgebiet „Oberlauf der Ohe“, ein Großteil von Mittel- und Unterlauf ist als Naturschutzgebiet „Ohe“ ausgewiesen.

## Quelle (Ursprung)
Die Ohe entsteht im Hümmling aus einem teilweise verrohrten Graben etwas oberhalb des Naturschutzgebietes „Oberlauf der Ohe“ auf dem Gebiet der emsländischen Gemeinde Spahnharrenstätte.

## Zuflüsse
Südlich der Hümmlinggemeinde Esterwegen fließt die Loruper Beeke in die Ohe. Weiterhin münden zahlreiche Gräben in die Ohe.

## Mündung
Die Ohe fließt wenige Meter südlich des Küstenkanals, in Neuscharrel, mit der Marka zusammen und bildet die Sagter Ems.

## Energienutzung
Im 19. und 20. Jahrhundert wurde die Kraft des fließenden Wassers der Ohe durch mehrere Mühlen, wie z. B. durch die nicht mehr bestehende Walkemühle in Börger, genutzt.

## Tourismus
Das Gebiet der Ohe ist von einem „sanften“ Tourismus geprägt. In der Gemarkung Börger führt ein Teil des Hümmlinger Pilgerweges am Ufer des Baches vorbei.